# Magnum: Detektyw z Hawajów
 Magnum: Detektyw z Hawajów (ang. Magnum P.I.) – amerykański serial telewizyjny (dramat kryminalny,) wyprodukowany przez Davis Entertainment, Universal Television oraz CBS Television Studios, który jest rebootem serialu  o tym samym tytule. Serial jest emitowany od 24 września 2018 roku przez CBS, a w Polsce będzie emitowany od 31 stycznia 2019 roku przez Fox Polska.
Fabuła serialu opowiada o Thomasie Magnum, byłym żołnierzu, który służył w Afganistanie. Po powrocie na Hawaje postanawia zostać prywatnym detektywem.

## Obsada

### Główna
- Jay Hernández jako Thomas Magnum[3]
- Perdita Weeks jako Juliet Higgins[4]
- Zachary Knighton jako Orville „Rick” Wright[5]
- Stephen Hill jako Theodore „TC” Calvin[6]
- Tim Kang jako detektyw Gordon Katsumoto[7]

### Role drugoplanowe
- Amy Hill jako Kumu[8]

### Gościnne występy
- Kimee Balmilero jako Noelani Cunha
- Taylor Wily jako Kamekona Tupuola
- Alex O’Loughlin jako Steven „Steve” McGarrett

## Odcinki
| Sezon | Odcinki | Oryginalna emisja w CBS/NBC | Oryginalna emisja w CBS/NBC | Oryginalna emisja w Fox Polska | Oryginalna emisja w Fox Polska |
| Sezon | Odcinki | Premiera sezonu             | Finał sezonu                | Premiera sezonu                | Finał sezonu                   |
| ----- | ------- | --------------------------- | --------------------------- | ------------------------------ | ------------------------------ |
| 1     | 20      | 24 września 2018            | 1 kwietnia 2019             | 31 stycznia 2019               | 13 czerwca 2019                |
| 2     | 20      | 27 września 2019            | 8 maja 2020                 | 16 stycznia 2020               | 28 maja 2020                   |
| 3     | 16      | 4 grudnia 2020              | 7 maja 2021                 | 10 czerwca 2021                | 23 września 2021               |
| 4     | 20      | 1 października 2021         | 6 maja 2022                 | 7 lipca 2022                   | 10 listopada 2022              |
| 5     | 10      | 19 lutego 2023              | 23 kwietnia 2023            | –                              | –                              |
| 5     | 10      | 4 października 2023         | 6 grudnia 2023              | –                              | –                              |

### Sezon 1 (2018-2019)
| Nr | #  | Tytuł                                                         | Reżyseria       | Scenariusz                             | Premiera w CBS       | Premiera w Fox Polska |
| -- | -- | ------------------------------------------------------------- | --------------- | -------------------------------------- | -------------------- | --------------------- |
| 1  | 1  | " Jak wstaje słońce" I Saw the Sun Rise                       | Justin Lin      | Peter M. Lenkov, Eric Guggenheim       | 24 września 2018     | 31 stycznia 2019      |
| 2  | 2  | "Ryba psuje się od głowy" From the Head Down                  | Karen Gaviola   | Peter M. Lenkov, Eric Guggenheim       | 1 października 2018  | 7 lutego 2019         |
| 3  | 3  | " Nieśmiertelna kobieta" The Woman Who Never Died             | Sylvain White   | Joe Gazzam                             | 8 października 2018  | 14 lutego 2019        |
| 4  | 4  | " Sześć obrazów, jeden winny" Six Paintings, One Frame        | Antonio Negret  | Ashley Gable                           | 15 października 2018 | 21 lutego 2019        |
| 5  | 5  | "Nagła śmierć" Sudden Death                                   | David Grossman  | David Fury                             | 22 października 2018 | 28 lutego 2019        |
| 6  | 6  | "Śmierć jest tylko chwilowa" Death Is Only Temporary          | Duane Clark     | Gene Hong, Scarlett Lacey              | 29 października 2018 | 7 marca 2019          |
| 7  | 7  | "Kot, który wzywał pomocy" The Cat Who Cried Worl             | Eagle Egilsson  | Neil Tolkin                            | 5 listopada 2018     | 14 marca 2019         |
| 8  | 8  | "Powiedział: giń" Die He Said                                 | Peter Weller    | Joe Gazzam                             | 12 listopada 2018    | 21 marca 2019         |
| 9  | 9  | "Wspólne więzi" The Ties That Bind                            | Ron Underwood   | Ashley Gable                           | 19 listopada 2018    | 28 marca 2019         |
| 10 | 10 | "" Bad Day to Be a Hero                                       | Lin Oeding      | Ashley Charbonnet                      | 10 grudnia 2018      | 4 kwietnia 2019       |
| 11 | 11 | "Nie zgrywaj bohatera" Nowhere to Hide                        | Mark Tinker     | Peter M. Lenkov, Joe Gazzam            | 14 stycznia 2019     | 11 kwietnia 2019      |
| 12 | 12 | "Zwycięzca bierze wszystko" Winner Takes All                  | Amanda Marsalis | Gene Hong                              | 20 stycznia 2019     | 18 kwietnia 2019      |
| 13 | 13 | " Dzień żmii" Day of the Viper                                | Bryan Spicer    | David Fury, Gene Hong, Eric Guggenheim | 21 stycznia 2019     | 25 kwietnia 2019      |
| 14 | 14 | " Ja, zmarły" I, The Deceased                                 | Krishna Rao     | Scarlett Lacey                         | 28 stycznia 2019     | 2 maja 2019           |
| 15 | 15 | "Dzień, w którym powróciła przeszłość" Day the Past Came Back | Bryan Spicer    | Peter M. Lenkov, Eric Guggenheim       | 18 lutego 2019       | 9 maja 2019           |
| 16 | 16 | "Morderstwo nigdy nie jest ciche" Murder is Never Quiet       | David Straiton  | Barbie Kligman                         | 25 lutego 2019       | 16 maja 2019          |
| 17 | 17 | "Czarna wdowa" Black is the Widow                             | Kirstin Windell | Neil Tolkin                            | 4 marca 2019         | 23 maja 2019          |
| 18 | 18 | "Pocałunek przed śmiercią" A Kiss Before Dying                | Bryan Spicer    | Barbie Kligman, Ashley Charbonnet      | 11 marca 2019        | 30 maja 2019          |
| 19 | 19 | "Krew w wodzie" Blood in the Water                            | Karen Gaviola   | Gene Hong                              | 25 marca 2019        | 6 czerwca 2019        |
| 20 | 20 | "" The Day It All Came Together                               | Bryan Spicer    | Peter M. Lenkov, Eric Guggenheim       | 1 kwietnia 2019      | 13 czerwca 2019       |

### Sezon 2 (2019-2020)
| Nr | #  | Tytuł                                                     | Reżyseria           | Scenariusz                                            | Premiera w CBS       | Premiera w Fox Polska |
| -- | -- | --------------------------------------------------------- | ------------------- | ----------------------------------------------------- | -------------------- | --------------------- |
| 21 | 1  | "Zemsta jest dla nowicjuszy" Payback is for Beginners     | Bryan Spicer        | Peter M. Lenkov, Eric Guggenheim                      | 27 września 2019     | 16 stycznia 2020      |
| 22 | 2  | "Złodziejski honor" Honor Among Thieves                   | Carlos Bernard      | Gene Hong                                             | 4 października 2019  | 23 stycznia 2020      |
| 23 | 3  | "Wieczny rycerz" Knight Lasts Forever                     | Eagle Egilsson      | Neil Tolkin                                           | 11 października 2019 | 30 stycznia 2020      |
| 24 | 4  | "Martwy w środku" Dead Inside                             | Krishna Rao         | Barbie Kligman                                        | 18 października 2019 | 6 lutego 2020         |
| 25 | 5  | "Przetrwać do świtu" Make It 'Til Dawn                    | Bryan Spicer        | Gene Hong, Tera Tolentino                             | 25 października 2019 | 13 lutego 2020        |
| 26 | 6  | "Kłam, oszukuj, kradnij, zabijaj" Lie, Cheat, Steal, Kill | Ron Underwood       | Alfredo Barrios Jr.                                   | 1 listopada 2019     | 20 lutego 2020        |
| 27 | 7  | "Mężczyzna w ukrytym pokoju" The Man in the Secret Room   | Allison Liddi-Brown | Joe Gazzam                                            | 8 listopada 2019     | 27 lutego 2020        |
| 28 | 8  | "On przybył nocą" He Came by Night                        | Antonio Negret      | Barbie Kligman                                        | 15 listopada 2019    | 5 marca 2020          |
| 29 | 9  | "Kula zwana przeznaczeniem" A Bullet Named Fate           | Doug Hannah         | Scarlett Lacey, Neil Tolkin                           | 22 listopada 2019    | 12 marca 2020         |
| 30 | 10 | "Bracia krwi" Blood Brothers                              | Peter Weller        | Peter M. Lenkov, Eric Guggenheim                      | 6 grudnia 2019       | 19 marca 2020         |
| 31 | 11 | "Dzień, w którym spotkałem diabła" Day I Met the Devil    | Kristin Windell     | Alfredo Barrios Jr.                                   | 13 grudnia 2019      | 26 marca 2020         |
| 32 | 12 | "Desperacki krok" Desperate Measures                      | Maja Vrvillo        | Peter M. Lenkov, Eric Guggenheim                      | 3 stycznia 2020      | 2 kwietnia 2020       |
| 33 | 13 | "Mordercze poniedziałki" Mondays Are For Murder           | Alexandra LaRoche   | Peter M. Lenkov, Eric Guggenheim, Alfredo Barrios Jr. | 10 stycznia 2020     | 9 kwietnia 2020       |
| 34 | 14 | "Zabawa w kotka i myszkę" A Game of Cat and Mouse         | Roderick Davis      | Gene Hong                                             | 31 stycznia 2020     | 16 kwietnia 2020      |
| 35 | 15 | "Powrót do przeszłości" Say Hello to Your Past            | Avi Youabian        | Joe Gazzam                                            | 10 kwietnia 2020     | 23 kwietnia 2020      |
| 36 | 16 | "Pożegnanie z miłością" Farewell to Love                  | Bronwen Hughes      | Ashley Charbonnet & Alfredo Barrios Jr.               | 17 kwietnia 2020     | 30 kwietnia 2020      |
| 37 | 17 | "Oczy nocy" The Night Has Eyes                            | David Straiton      | Ashley Charbonnet                                     | 24 kwietnia 2020     | 7 maja 2020           |
| 38 | 18 | "Masa klopotow" A World of Trouble                        | Peter Weller        | Tera Tolentino, Neil Tolkin                           | 1 maja 2020          | 14 maja 2020          |
| 39 | 19 | "Niech wygra najlepszy" May The Best One Win              | Rocky Carroll       | Gene Hong                                             | 8 maja 2020          | 21 maja 2020          |
| 40 | 20 | "Lampart na lowach" A Leopard on the Prowl                | Bryan Spicer        | Eric Guggenheim, Peter M. Lenkov                      | 8 maja 2020          | 28 maja 2020          |

## Produkcja
Pod koniec lutego 2018 roku, poinformowano, że tytułową rolę otrzymał Jay Hernández.
W kolejnym miesiącu do obsady dołączyli: Perdita Weeks, Zachary Knighton oraz Stephen Hill.
12 maja 2018 roku, stacja CBS zamówiła serial na sezon telewizyjny 2018/2019.
Pod koniec czerwca 2018 roku, poinformowano, że Amy Hill otrzymała rolę powracającą.
W lipcu 2018 roku, ogłoszono, że Tim Kang dołączył do obsady jako detektyw Gordon Katsumoto.
27 stycznia 2019 roku, stacja CBS zamówiła drugi sezon.
Na początku maja 2020 roku, stacja CBS potwierdziła produkcję trzeciego sezonu.